# MBank
mBank SA (tidligere BRE Bank) er en polsk bank. De tilbyder universelle bankprodukter. Virksomheden blev etableret i 1986 og siden 2019 har den været majoritetsejet af Commerzbank.